# آخرین شانس
آخرین شانس (آلمانی: Die letzte Chance) فیلمی در ژانر جنگی به کارگردانی لئوپولد لیندبرگ است که در سال ۱۹۴۵ منتشر شد. از بازیگران آن می‌توان به ژان مارتن اشاره کرد. این فیلم به جشنواره فیلم کن ۱۹۴۶ راه یافت و در آنجا برنده جایزه بزرگ شد.